# 伊藤サム
伊藤 サム（ローマ字表記: Sam Itoh、いとう さむ、1958年 - ）本名・伊藤信治。群馬県生まれ。高校在学中にミシガン州に留学していた時の愛称が「サム」。

## 経歴
米国サンフランシスコ出身・日系2世の息子。群馬県立中央高等学校在学時に米国ミシガン州・大学時にロンドン大学に留学。一橋大学在学中に英検1級を取得し合格者総代に。卒業後にジャパンタイムズ記者になり外務省・首相官邸などを担当。週刊英語学習紙「週刊ST」編集長・日刊英字新聞「ジャパンタイムズ」編集局長を務めた。
現在はバイリンガル・ジャーナリストとして活動。NHK『ニュースで英会話』講師。
2017年度〜『高校生からはじめる「現代英語」』講師。2022年度〜「ニュースで学ぶ「現代英語」」（月曜・火曜）講師・総合監修。娘の名は「メロ」。

## 著書
- 『伊藤サムと読む ニュース英語入門』2010年（ジャパンタイムズ刊）　ISBN 978-4789013925
- 『伊藤サムの英語のプロになる特訓』2010年（同上）　ISBN 978-4789013871
- 『伊藤サムのこれであなたも英文記者』2005年（同上）　ISBN 978-4789012072
- 『英語は「やさしく、たくさん」』2003年（講談社インターナショナル刊）　ISBN 978-4770029256
- 『第一線の記者が教えるネイティブに通じる英語の書き方』2001年（ジャパンタイムズ刊）　ISBN 978-4789010733